# Ali Abou-Greisha
Ali Abou-Greisha (ar. علي ابو جريشة; ur. 29 listopada 1947 w Ismailii) – egipski piłkarz grający na pozycji napastnika. W swojej karierze grał w reprezentacji Egiptu.

## Kariera klubowa
Całą swoją karierę piłkarską Abou-Greisha spędził w klubie Ismaily SC. Zadebiutował w nim w 1965 roku i grał w nim do 1979 roku. W sezonie 1966/1967 wywalczył z nim mistrzostwo Egiptu i był królem strzelców ligi egipskiej. W 1969 roku zdobył z nim Puchar Mistrzów.

## Kariera reprezentacyjna
W reprezentacji Egiptu Abou-Greisha zadebiutował w 1967 roku. W 1970 roku został powołany do kadry na Puchar Narodów Afryki 1970. Zagrał w nim w czterech meczach: grupowych z Gwineą (4:1), w którym strzelił dwa gole, z Ghaną (1:1) i z Kongiem-Kinszasa (1:0), w którym strzelił gola oraz w półfinałowym z Sudanem (1:2 po dogrywce). Z Egiptem zajął 3. miejsce.
W 1974 roku Abou-Greishę powołano do kadry na Puchar Narodów Afryki 1974. Na tym turnieju rozegrał cztery mecze: grupowe z Ugandą (2:1), w którym strzelił gola i z Zambią (3:1), w którym strzelił gola, półfinałowy z Zairem (2:3), w którym strzelił gola i o 3. miejsce z Kongiem (4:0), w którym strzelił gola. Z Egiptem zajął w 3. miejsce w tym turnieju. Wybrano go do Najlepszej Jedenastki turnieju. W kadrze narodowej grał do 1975 roku.